# 毛竹綿粉蚜
毛竹綿粉蚜（学名：Phyllaphoides bambusicola）为斑蚜科擬綿斑蚜屬下的一个种。